# لوکاس پولتو (بازیکن فوتبال، زاده ۱۹۹۴)
لوکاس پولتو (انگلیسی: Lucas Poletto؛ زادهٔ ۲۰ ژوئن ۱۹۹۴) بازیکن فوتبال اهل آرژانتین است.